# Mário de Araújo Cabral
Mário Manuel Veloso de Araújo Cabral, becenevén „Nicha” Cabral (1934. január 15. – 2020. augusztus 17.) portugál autóversenyző.

## Pályafutása
1959-ben, hazája versenyén debütált a Formula–1-es világbajnokságon. Ő volt az első portugál versenyző a sorozat történelmében. Négy világbajnoki futamon állt rajthoz, ám csak az 59-es portugál nagydíjon ért célba. Pontot ekkor sem szerzett.
Ebben az időszakban több, a világbajnokság keretein túl rendezett Formula–1-es versenyen is részt vett.

## Eredményei

### Teljes Formula–1-es eredménylistája
(Táblázat értelmezése)

(Félkövér: pole-pozícióból indult; dőlt: leggyorsabb kört futott) 

| Év   | Csapat                         | Modell             | Motor               | 1   | 2   | 3   | 4   | 5   | 6      | 7      | 8      | 9   | 10  | Helyezés | Pont |
| ---- | ------------------------------ | ------------------ | ------------------- | --- | --- | --- | --- | --- | ------ | ------ | ------ | --- | --- | -------- | ---- |
| 1959 | Scuderia Centro Sud            | Cooper T51         | Maserati Straight-4 | MON | 500 | NED | FRA | GBR | GER    | POR 10 | ITA    | USA |     | -        | 0    |
| 1960 | Scuderia Centro Sud            | Cooper T51         | Maserati Straight-4 | ARG | MON | 500 | NED | BEL | FRA    | GBR    | POR Ki | ITA | USA | -        | 0    |
| 1963 | Scuderia Centro Sud            | Cooper T60         | Climax V8           | MON | BEL | NED | FRA | GBR | GER Ki | ITA Ni | USA    | MEX | RSA | -        | 0    |
| 1964 | Derrington-Francis Racing Team | Derrington-Francis | ATS V8              | MON | NED | BEL | FRA | GBR | GER    | AUT    | ITA Ki | USA | MEX | -        | 0    |

### Le Mans-i 24 órás autóverseny
| Év   | Csapat                     | Autó      | Csapattárs         | Csapattárs          | Helyezés | Kiesés oka  |
| ---- | -------------------------- | --------- | ------------------ | ------------------- | -------- | ----------- |
| 1972 | Ecurie Bonnier Switzerland | Lola T280 | Jorge de Bagration | Hughes de Fierlandt | Kiesett  | Kuplunghiba |

## Külső hivatkozások
- Profilja a grandprix.com honlapon (angolul)
- Profilja a statsf1.com honlapon (angolul)